# تشارلز مورغان (مدير فني)
تشارلز مورغان (بالإنجليزية: Charles Morgan)‏ هو مدير فني أمريكي، (ولد في كانساس في الولايات المتحدة 1890  م).